# Olivier Patience
Olivier Patience (Évreux, 25 de março de 1980) é um tenista profissional francês. O seu melhor ranking alcançado foi o 87°, em simples, pela ATP, em 2004.